# Віта (Трапані)
Віта (італ. Vita, сиц. Vita) — муніципалітет в Італії, у регіоні Сицилія,  провінція Трапані.
Віта розташована на відстані близько 450 км на південь від Рима, 60 км на південний захід від Палермо, 32 км на південний схід від Трапані.
Населення — 2061 особа (2014).

## Демографія
Населення за роками:

Станом на 1 січня 2023 року в муніципалітеті офіційно проживало 80 іноземців з 16 країн, серед них 18 громадян країн Євросоюзу та 1 громадянин України.

## Сусідні муніципалітети
- Калатафімі-Седжеста
- Салемі